# What She Said: The Art of Pauline Kael
What She Said: The Art of Pauline Kael (conocido en España como Pauline Kael: el arte de la crítica) es un documental biográfico de 2018, dirigido por Rob Garver, que a su vez lo escribió, musicalizado por Rick Baitz, en la fotografía estuvo Vince Ellis, el elenco está integrado por Pauline Kael, Quentin Tarantino y Sarah Jessica Parker, entre otros. Esta obra fue realizada por 29Pictures, Good Wizard y MadPix, se estrenó el 31 de agosto de 2018.

## Sinopsis
Una descripción del trabajo y la historia de la polémica crítica de cine Pauline Kael, se muestra su lucha para lograr el éxito y su influencia en la industria del cine en el siglo XX.